# Port lotniczy Uraj
Port lotniczy Uraj IATA: URJ, ICAO: USHU – port lotniczy położony 4 km na północny wschód od centrum miasta Uraj, w autonomicznym Okręgu Chanty-Mansyjskim – Jurga, w Rosji.

## Kierunki lotów i linie lotnicze
| Linia lotnicza | Kierunek                     |
| -------------- | ---------------------------- |
| UTair Aviation | 1. Chanty-Mansyjsk 2. Tiumeń |